# Sphaerotholus triregnum
Sphaerotholus triregnum es una especie del género extinto Sphaerotholus (gr. “cúpula esférica”) de dinosaurio marginocéfalo, paquicefalosaurino, que vivió a finales del período Cretácico, hace aproximadamente entre 67 millones de años, en el Maastrichtiense , en lo que hoy es Norteamérica. Descrito por Woodruff, Schott y Evans en 2023 basándose en un espécimen subadulto. Vivió en la sección media de la Formación Hell Creek en Montana , Estados Unidos. Se caracteriza por una triple fila de pequeños ganglios óseos a lo largo de la parte posterior del cráneo, a diferencia de la única fila de grandes ganglios en S. buchholtzae y S. edmontonensis. Debe su nombre a la semejanza de su cráneo abovedado con una apariencia de triple "corona" de nodos con la tiara papal o "Triregnum".